# Черемшанка (Ельцовский район)
Черемшанка — село в Ельцовском районе Алтайского края России. Административный центр и единственный населённый пункт Черемшанского сельсовета.

## История
Село было основано в 1626 году. В «Списке населенных мест Российской империи» 1868 года издания населённый пункт упомянут как заводская деревня Черемшанская Кузнецкого округа (1-го участка) при реке Чумыш, расположенная в 144 верстах от окружного города Кузнецк. В деревне имелось 26 дворов и проживало 150 человек (72 мужчины и 78 женщин).

По состоянию на 1911 год деревня Черемшанка входила в состав Ельцовской волости Кузнецкого уезда и включало в себя 112 дворов. Население на тот период составляло 332 человека. Функционировал хлебозапасный магазин.

В 1928 году в селе работали школа и лавка общества потребителей, имелось 259 хозяйств, проживало 1446 человек. В административном отношении Черемшанка являлась центром сельсовета Ельцовского района Бийского округа Сибирского края.

## География
Село находится в восточной части Алтайского края, преимущественно на правом берегу реки Чумыш, на расстоянии примерно 7 километров (по прямой) к юго-западу от села Ельцовка, административного центра района. Абсолютная высота — 207 метров над уровнем моря.

Климат умеренный, континентальный. Средняя температура января составляет −17 °C, июля — +18,4 °C. Годовое количество осадков составляет 496 мм.

## Население
| 1997 | 1998 | 1999 | 2000 | 2001 | 2002 | 2003 |
| ---- | ---- | ---- | ---- | ---- | ---- | ---- |
| 564  | ↘543 | ↘529 | ↘519 | ↘516 | ↘473 | ↘470 |
| 2004 | 2005 | 2006 | 2007 | 2008 | 2009 | 2010 |
| →470 | ↗472 | ↘465 | ↘435 | ↗448 | ↘388 | ↘348 |
| 2011 | 2012 | 2013 | 2014 | 2015 | 2016 | 2017 |
| ↘346 | ↘334 | ↘318 | ↘309 | ↗312 | ↘305 | ↗316 |
| 2018 | 2019 | 2020 | 2021 |      |      |      |
| ↗328 | ↘324 | ↘311 | ↗317 |      |      |      |

Согласно результатам переписи 2002 года, в национальной структуре населения русские составляли 96 %.

## Инфраструктура
В селе функционируют фельдшерско-акушерский пункт (филиал КГБУЗ «Центральная районная больница Ельцовского района»), библиотека и отделение Почты России.

## Улицы
Уличная сеть села состоит из пяти улиц.